# Međuopćinska nogometna liga Brčko – Zapad 1990./91.
Međuopćinska nogometna liga Brčko - skupina Zapad je bila liga jedna od dvije međuopćinske lige "Međuopćinskog nogometnog saveza Brčko" i liga sedmog stupnja nogometnog prvenstva Jugoslavije u sezoni 1990./91. 
 
Sudjelovalo je 10 klubova, a prvak je bio klub "Korpar" iz Grebnica. 

## Ljestvica
| mj. | klub                   | ut. | pob. | ner.  | por. | gol+ | gol- | bod     |
| --- | ---------------------- | --- | ---- | ----- | ---- | ---- | ---- | ------- |
| 1.  | Korpar Grebnice        | 18  | 11   | 1 (1) | 6    | 33   | 20   | 23      |
| 2.  | Jedinstvo Crkvina      | 18  | 11   | 0     | 7    | 34   | 18   | 22      |
| 3.  | Jedinstvo Vučkovci     | 18  | 9    | 1 (1) | 8    | 39   | 23   | 19      |
| 4.  | Mladost Tišina         | 18  | 9    | 1 (1) | 8    | 30   | 27   | 17 (-2) |
| 5.  | Mladost Domaljevac     | 18  | 8    | 2 (2) | 8    | 27   | 19   | 16 (-2) |
| 6.  | Radnik Hrvatska Tišina | 18  | 7    | 1 (1) | 10   | 29   | 29   | 15      |
| 7.  | Bratstvo Srnice        | 18  | 7    | 2 (1) | 9    | 27   | 38   | 15      |
| 8.  | Zasavica               | 18  | 7    | 0     | 11   | 24   | 41   | 14      |
| 9.  | 25. Maj Biberovo Polje | 18  | 7    | 2 (1) | 9    | 25   | 36   | 13 (-2) |
| 10. | Sloga Tursinovac       | 18  | 6    | 0     | 12   | 20   | 33   | 12      |

- Hrvatska Tišina i Tursinovac - mjesne zajednice naselja Tišina
- U slučaju neriješenog rezultata se izvodilo raspucavanje jedanaesterca te bi pobjednik dobio 1 bod, a poraženi u raspucavanju bi ostao bez bodova

## Rezultatska križaljka
| kratica | klub                   | 25MAJ | BRA | JEDC | JEDV | KOR | MLAD | MLAT | RAD | SLO | ZAS |
| --- | ---------------------- | ----- | --- | ---- | ---- | --- | ---- | ---- | --- | --- | --- |
| 25MAJ | 25. Maj Biberovo Polje |       |     |      |      |     |      |      |     |     |     |
| BRA | Bratstvo Srnice        |       |     |      |      |     |      |      |     |     |     |
| JEDC | Jedinstvo Crkvina      |       |     |      |      |     |      |      |     |     |     |
| JEDV | Jedinstvo Vučkovci     |       |     |      |      |     |      |      |     |     |     |
| KOR | Korpar Grebnice        |       |     |      |      |     |      |      |     |     |     |
| MLAD | Mladost Domaljevac     |       |     |      |      |     |      |      |     |     |     |
| MLAT | Mladost Tišina         |       |     |      |      |     |      |      |     |     |     |
| RAD | Radnik Hrvatska Tišina |       |     |      |      |     |      |      |     |     |     |
| SLO | Sloga Tursinovac       |       |     |      |      |     |      |      |     |     |     |
| ZAS | Zasavica               |       |     |      |      |     |      |      |     |     |     |
| |                        |       |     |      |      |     |      |      |     |     |     |
| podebljan rezultat - utakmice od 1. do 9. kola (1. utakmica između klubova) rezultat normalne debljine - utakmice od 10. do 18. kola (2. utakmica između klubova) rezultat nakošen - nije vidljiv redoslijed odigravanja međusobnih utakmica iz dostupnih izvora rezultat nakošen i smanjen * - iz dostupnih izvora nije uočljiv domaćin susreta prekrižen rezultat - poništena ili brisana utakmica p - utakmica prekinuta 3:0 p.f. / 0:3 p.f. - rezultat 3:0 bez borbe n.i. - nije igrano (_:_ 11 m) - rezultat u raspucavanju jedanaesteraca u slučaju neriješenog rezultata |                        |       |     |      |      |     |      |      |     |     |     |

 Izvori: 